# Cypa enodis
Cypa enodis is een vlinder uit de familie van de pijlstaarten (Sphingidae). De wetenschappelijke naam van de soort werd in 1931 gepubliceerd door Heinrich Ernst Karl Jordan.